# Pesci delle Filippine
Nelle Filippine ci sono circa 3400 specie di pesci, di cui 120 endemiche.

## Ordine Siluriformes
Famiglia Ariidae
Arius manillensis
Cephalocassis manillensis

## Ordine Atheriniformes
Famiglia Atherinidae
Atherinomorus regina

## Ordine Perciformes
Famiglia Gobiidae
Awaous litturatus
Caecogobius cryptophthalmus
Famiglia Eleotridae
Bostrychus expatria
Famiglia Malacanthidae
Branchiostegus saitoi
Famiglia Callionymidae
Callionymus acutirostris
Famiglia Pomacanthidae
Chaetodontoplus caeruleopunctatus
Famiglia Pomacentridae
Abudefduf bengalensis
Abudefduf lorenzi
Abudefduf notatus
Abudefduf septemfasciatus
Abudefduf sexfasciatus
Abudefduf sordidus
Abudefduf vaigiensis
Famiglia Percophidae
Acanthaphritis barbata
Famiglia Cepolidae
Acanthocepola abbreviata
Acanthocepola krusensternii
Famiglia Plesiopidae
Acanthoplesiops echinatus
Acanthoplesiops hiatti
Acanthoplesiops psilogaster
Famiglia Scombridae
Acanthocybium solandri
Famiglia Sparidae
Acanthopagrus pacificus
Famiglia Blenniidae
Ecsenius dilemma
Ecsenius kurti

## Ordine Cypriniformes
Famiglia Cyprinidae
Barbodes amarus
Barbodes baoulan
Barbodes cataractae
Barbodes clemensi
Barbodes disa
Barbodes flavifuscus
Barbodes hemictenus
Barbodes herrei
Barbodes katolo
Barbodes lanaoensis
Barbodes lindog
Barbodes manalak
Barbodes manguaoensis
Barbodes montanoi
Barbodes pachycheilus
Barbodes palaemophagus
Barbodes palata
Barbodes resinus
Barbodes sirang
Barbodes tras
Barbodes truncatulus
Barbodes tumba
Cyclocheilichthys schoppeae

## Ordine Gadiformes
Famiglia Macrouridae
Bathygadus sulcatus
Coelorinchus dorsalis
Coelorinchus macrolepis
Coelorinchus notatus
Coelorinchus quincunciatus
Coelorinchus sexradiatus
Coelorinchus thompsoni
Coelorinchus triocellatus
Coelorinchus velifer
Coelorinchus weberi
Coryphaenoides camurus
Coryphaenoides dubius

## Ordine Lophiiformes
Famiglia Ogcocephalidae
Coelophrys mollis

## Ordine Scorpaeniformes
Famiglia Aploactinidae
Acanthosphex leurynnis

## Ordine Beloniformes
Famiglia Zenarchopteridae
Dermogenys palawanensis
Dermogenys robertsi
Famiglia Belonidae
Ablennes hians

## Ordine Clupeiformes
Famiglia Clupeidae
Sardinella tawilis